# Namibiana
Namibiana är ett släkte i familjen äkta blindormar (Leptotyphlopidae). Tillhörande arter ingick fram till 2009 i släktet Leptotyphlops. Det vetenskapliga namnet syftar på Namiböknen. Vissa släktmedlemmar hittas bara utanför Namibia.
Dessa ormar är med en längd upp till 75 cm små och smala. De förekommer i sydvästra Afrika och har ett underjordiskt levnadssätt. Arterna äter termiter och honor lägger ägg.
Släktet utgörs av fem arter:
- Namibiana gracilior
- Namibiana labialis
- Namibiana latifrons
- Namibiana occidentalis
- Namibiana rostrata